# Kup kralja Aleksandra 1926
La Kup kralja Aleksandra 1926, in serbo Куп краља Александра 1926 (in italiano Coppa del re Alessandro 1926), fu la terza edizione della Kup kralja Aleksandra, competizione riservata alle rappresentative delle 7 sottofederazioni che componevano la Federazione calcistica della Jugoslavia (organizzatrice del torneo) al tempo.
La rappresentativa di Zagabria vinse il trofeo per la terza volta consecutiva e, come previsto dal regolamento, conquistò a titolo definitivo la Zlatni pehar (Coppa d'oro), un trofeo di forma esagonale con una corona reale in cima. A partire dall'edizione successiva la manifestazione prese il nome di "coppa della federcalcio jugoslava", non più "coppa del re Alessandro".
Si disputò dal 1º agosto, con le gare del primo turno, al 15 agosto 1926, con la finale disputata allo stadio del Ilirija a Lubiana.
La rappresentativa di Spalato era composta esclusivamente dai giocatori del Hajduk.

## Risultati

### Quarti di finale
| Arbitro: | Ernest Fabris (Zagabria) |

|                                                          |           |  |
| Jovanović 6’, 8’, 50’, 65’ Sekulić 10’ B. Marjanović 88’ | Marcatori |  |

| Arbitro: | Jovan Ružić (Belgrado) |

|                                                                      |           |                  |
| Giler 39’ (rig.) 64’ (rig.) Cindrić 73’ Urbanke 85’, 89’ Leinert 86’ | Marcatori | 33’, 82’ Načević |

| Arbitro: | Artur Dubravčić (Zagabria) |

|                               |           |                                            |
| Doberlet 5’, 53’ Oman 9’, 47’ | Marcatori | 25’ (aut.) Zemljak 50’ Sivek 89’ Matošević |

### Semifinali
| Arbitro: | Artur Dubravčić (Zagabria) |

|                                                        |           |                            |
| Petković 5’, 55’, 66’ B. Marjanović 43’ Dragićević 56’ | Marcatori | 15’ Herman 62’ G. Župančić |

| Arbitro: | Viktor Vodišek (Lubiana) |

|                                 |           |                                  |
| Giler 40’, 66’ Cindrić 74’, 86’ | Marcatori | 28’ Šlezak 46’ Kaić 81’ Beleslin |

La gara Zagabria–Subotica era in programma l'8 agosto, ma, a causa della pioggia e del terreno fangoso, è stata rinviata al giorno seguente.

### Finale
| Arbitro: | Božo Nedoklan (Spalato) |

|                                                                                            |            | |
| Cindrić 17’, 44’, 67’                                                                      | Marcatori  | 85’ Dragićević                                                                                           |
| Mihelčić Vrbančić Remec R. Hitrec Premerl M. Marjanović Urbanke Agić Leinert Cindrić Giler | Formazioni | Nikolić Ivković Stakić Arsenijević Petrović Đorđević B. Marjanović Jovanović Petković Dragićević Sekulić |

## Marcatori
|    | Giocatore        | Squadra     | Reti |
| -- | ---------------- | ----------- | ---- |
| 1° | Slavin Cindrić   | Zagabria XI | 6    |
| 2° | Franjo Giler     | Zagabria XI | 4    |
|    | Dragan Jovanović | Belgrado XI | 4    |
| 4° | Dušan Petković   | Belgrado XI | 3    |